# Вициятль
Вициятль (цез. ВицIйалъ, ГьуцIйалъ) — село в Цунтинском районе Республики Дагестан. Входит в состав Хибиятлинского сельсовета.

## География
Село находится на расстоянии 18 км к западу от села Цунта, административного центра района.

## Население
| 1888 | 1895 | 1926 | 1939 | 1970 | 1989 | 2002 |
| ---- | ---- | ---- | ---- | ---- | ---- | ---- |
| 68   | ↗116 | ↘49  | ↗184 | ↘104 | ↗111 | ↗176 |
| 2010 | 2021 |      |      |      |      |      |
| ↗179 | ↘142 |      |      |      |      |      |

### Национальный состав
По данным Всероссийской переписи населения 2010 года — моноэтническое дидойское село.